# Peter Reichling
Peter Reichling (* 2. August 1962 in Sonsbeck) ist Professor an der Otto-von-Guericke-Universität Magdeburg.

## Biographie
Peter Reichling hat von 1984 bis 1989 Wirtschaftsmathematik an der Universität Ulm studiert und dort 1991 mit einer Arbeit über Termingeschäfte promoviert. 1998 habilitierte er sich an der Johannes Gutenberg-Universität mit einer Schrift zum Portfoliomanagement. Seit 1999 hat Reichling den Lehrstuhl für Finanzierung und Banken an der Otto-von-Guericke-Universität Magdeburg inne. Seit 2017 ist er Dekan für Internationale Angelegenheiten. Darüber hinaus ist er Beauftragter der Fakultät für Wirtschaftswissenschaft der Universität Magdeburg für das Studienprogramm in Financial Economics, Direktor des Forschungszentrums für Sparkassenentwicklung (FZSE) in Magdeburg, Programmbeauftragter des Deutschen MBA Moskau sowie Forschungsdirektor des Deutsch-Russischen Zentrums für Wirtschaftswissenschaft (DRZW).
Reichling hatte Gastprofessuren an den Universitäten Ulm, Innsbruck, Bozen und Taiyuan (China) inne, hielt Gastvorlesungen an Universitäten in Warschau und Moskau und leitet die Kooperation der Universität Magdeburg mit dem National Bureau of Statistics in China. Im Jahr 2007 war er zudem Vorstandsmitglied der Wohnungsbaugenossenschaft „Otto-von-Guericke“ eG, Magdeburg.

## Forschung
Reichlings Forschungsinteressen sind das Risikomanagement, die Finanzmärkte sowie die Beurteilung von Anlagestrategien.

## Werke
- mit Gordon Schulze: Downside-orientiertes Portfoliomanagement (2017), Wiesbaden : Springer, ISBN 978-3-6581-6663-2
- Transformation in der Ökonomie: Festschrift für Gerhard Schwödiauer zum 65. Geburtstag (2008), mit Horst Gischer, Thomas Spengler und Alois Wenig
- Praxishandbuch Risikomanagement und Rating (2007), mit Daniela Bietke und Antje Henne, ISBN 978-3-8349-0332-7
- Praxishandbuch Finanzierung (2005), mit Claudia Beinert und Antje Henne, Gabler Wiesbaden, ISBN 3-409-03405-6
- Risikomanagement und Rating. Grundlagen, Konzepte, Fallstudie (2003), Gablerverlag Wiesbaden, ISBN 3-409-12196-X
- Hedging mit Warenterminkontrakten (1991)